# Agrothrips pallidus
Agrothrips pallidus är en insektsart som först beskrevs av Ian A. Hood 1912.  Agrothrips pallidus ingår i släktet Agrothrips och familjen rörtripsar. Inga underarter finns listade i Catalogue of Life.